# Raadhuisplein (Emmen)
Het Raadhuisplein is een parkachtig ingericht plein in het centrum van Emmen. Het plein wordt omgeven door het Atlas Theater, het gemeentehuis en winkelcentrum de Weiert. Het plein werd in 2015 geopend als verbinding tussen het centrum van Emmen en Wildlands Adventure Zoo Emmen.

## Ontstaan en inrichting
In het kader van de Centrumvernieuwing Emmen wilde de gemeente een betere verbinding tussen het centrum en de nieuwe locatie van het dierenpark realiseren. Men besloot daarom een nieuw 'centrumplein' aan te leggen, boven op de Hondsrugweg. Het plein werd ontworpen door het Duitse landschapsarchitectenbureau Latz + Partner en kostte ongeveer 12 miljoen euro. Water speelt een hoofdrol op het plein. Behalve de Hondsrugweg ligt er ook een grote parkeergarage onder het plein. Op 26 juni 2015 werd het plein officieel geopend. Op het plein bevindt zich, naast het kunstwerk "Egnoaber" van Nick Ervinck, onder meer een speeltuin en skatepark. In 2016 won het plein in de Drentse Architectuurprijs zowel de vakjuryprijs, als de publieksprijs.

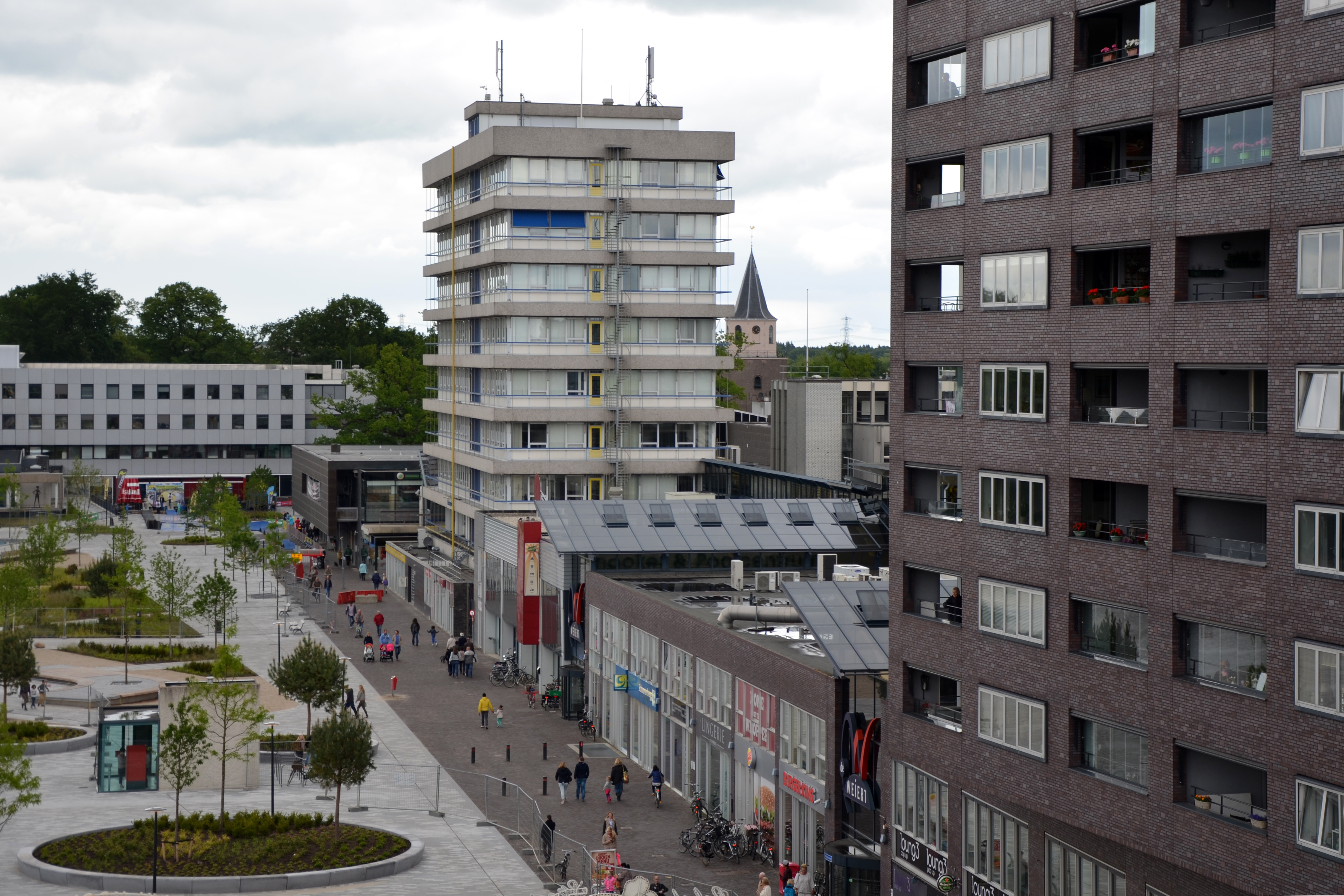
Zicht op het plein en winkelcentrum De Weiert
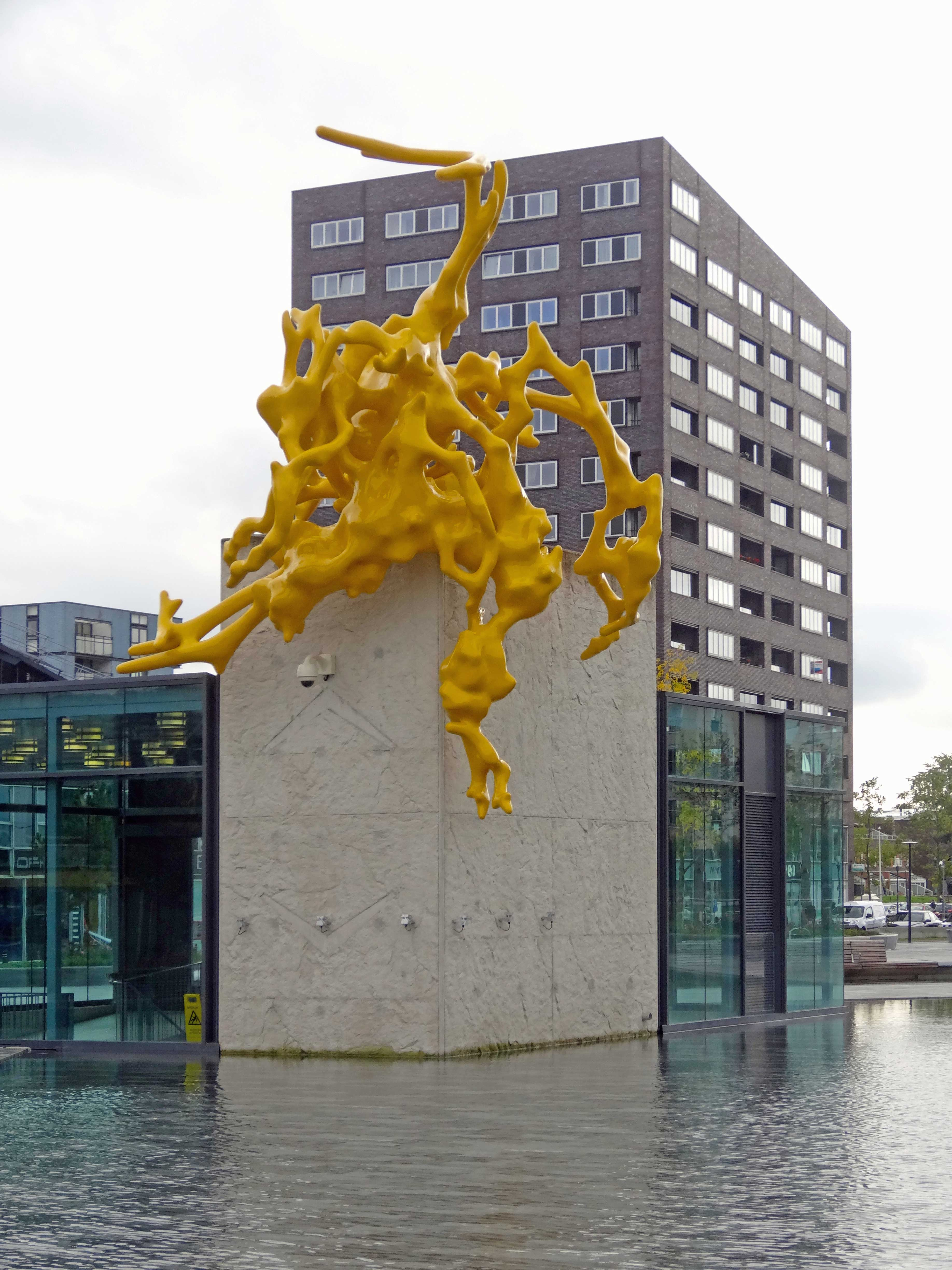
Kunstwerk Egnoaber op het plein
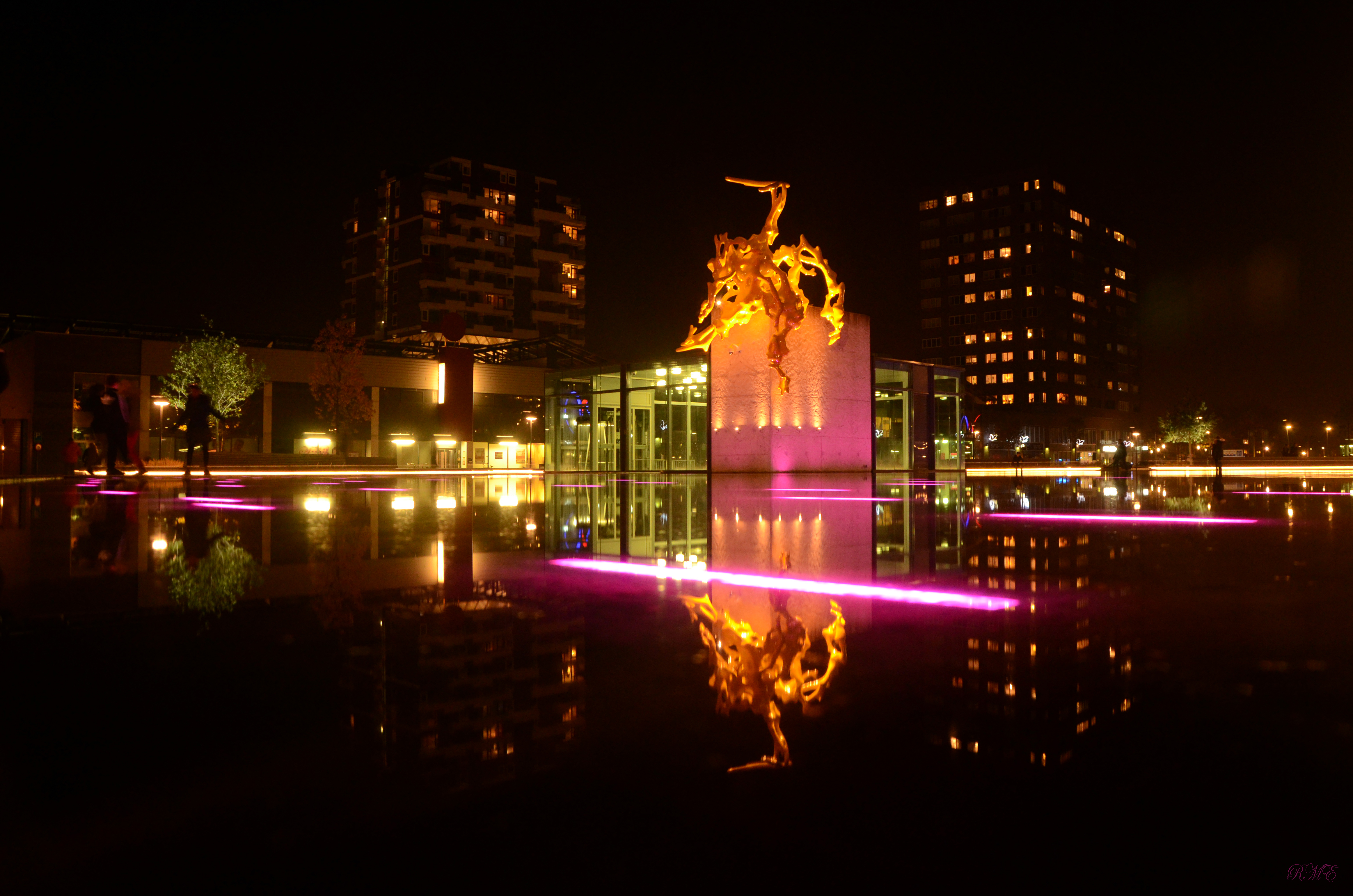
Het plein na zonsondergang